# L'aventura és l'aventura
L'aventura és l'aventura (L'aventure c'est l'aventure) és una pel·lícula dirigida per Claude Lelouch, estrenada el 1972 i doblada al català.

## Argument
Després del 68, davant un món en aparent efervescència, tres gàngsters (Ventura, Brel i Denner) i els seus dos ajudants de camp (Maccione i Gérard) reciclen els seus mètodes tradicionals de truans i decideixen interpretar la política per a les seves malifetes: segrest de Johnny Hallyday, mercenaris per a un exèrcit revolucionari d'Amèrica Central, segrestament d'avions, i d'altres sorpreses entre França i l'Àfrica.

## Repartiment
- Lino Ventura: Lino Massaro
- Jacques Brel: Jacques
- Charles Denner: Simon Duroc
- Charles Gérard: Charlot
- Aldo Maccione: Aldo Maccione
- Nicole Courcel: Nicole
- Gérard Sire: advocat general
- Juan Luis Buñuel: general Ernesto Juarez
- Yves Robert: advocat de la defensa
- André Falcon: Armand Herbert, ambaixador de Suïssa
- Elie Chouraqui: revolucionari (no surt als crèdits)
- Johnny Hallyday: ell mateix
- Gordon Heath : general africà
- Xavier Gélin: Daniel Massaro
- Prudence Harrington: Sra. Herbert
- Jean Berger : President de la República (amb cotxe)
- Sevim/Lyle Joyce
- Henry Czarniak: motorista
- Maddly Bamy: noia al vaixell
- Sophie Boudet: noia
- Annie Kerani: noia
- Eva Damien: política
- Jacques Paoli: ell mateix
- Michel Drucker: ell mateix
- Alexandre Mnouchkine: John Davis
- Arlette Gordon: hostessa